# UCI America Tour 2007-2008
El UCI America Tour 2007-2008 fue la cuarta edición del UCI America Tour. Se llevó a cabo de octubre de 2007 a septiembre de 2008. Se disputaron 40 competencias en dos modalidades, pruebas por etapas y pruebas de un día, otorgando puntos a los primeros clasificados de las etapas y a la clasificación final, además de los Campeonatos Panamericanos.
El calendario original del UCI America Tour 2008 constaba de 15 pruebas más, pero fueron anuladas en el correr de la temporada.
La siguiente es la lista de competencias que finalmente no pertenecieron al Circuito Continental.
| - Vuelta Ciclista por un Chile Líder (2.2) - Volta Ciclistica Internacional a Porto Alegre (2.2) - Vuelta Ciclista a Chiapas (2.2) - Vuelta Ciclista de Chile (2.2) - Volta Ciclistica Internacional de Campos (2.2) - U.S. Cycling Open (1.1) - Holy Saturday Cross Country Cycling Classic (1.2) - Vuelta a El Salvador (2.2) | - Clásica Primero de Mayo (2.2) - The Crystal City Classic (1.2) - Saturn Rochester Twilight Criterium (2.2) - Desafío Internacional de Ciclismo (1.2) - The Welland Race (1.2) - The Colorado Stage Race (2.2) - Vuelta a Jalisco (2.2) |

## Calendario
Contó con las siguientes pruebas, tanto por etapas como de un día.

### Octubre 2007
| Fecha   | Carrera                       | Cat. | Ganador               | Equipo del ganador             |
| ------- | ----------------------------- | ---- | --------------------- | ------------------------------ |
| 7 al 14 | Vuelta a Chihuahua            | 2.2  | Francisco Mancebo     | Fercase-Rota dos Móveis        |
| 7 al 14 | Clásico Ciclístico Banfoandes | 2.2  | Sergio Henao          | Colombia es Pasión-Coldeportes |
| 20 al 1 | Vuelta a Guatemala            | 2.2  | Carlos López Gonzalez | Canel's Turbo Mayordomo        |

### Noviembre 2007
| Fecha    | Carrera                           | Cat. | Ganador      | Equipo del ganador                        |
| -------- | --------------------------------- | ---- | ------------ | ----------------------------------------- |
| 6 al 11  | Doble Copacabana Grand Prix Fides | 2.2  | Oscar Soliz  | Coordinadora Ebsa                         |
| 15 al 25 | Tour de Santa Catarina            | 2.2  | Alex Diniz   | Scott-Marcondes Cesar-Sao Jose dos Campos |
| 17 al 25 | Vuelta al Ecuador                 | 2.2  | Alex Atapuma | Indernariño                               |

### Diciembre 2007
| Fecha    | Carrera             | Cat. | Ganador     | Equipo del ganador     |
| -------- | ------------------- | ---- | ----------- | ---------------------- |
| 14 al 28 | Vuelta a Costa Rica | 2.2  | Henry Raabe | BCR-Pizza Hut-Powerade |

### Enero 2008
| Fecha    | Carrera                  | Cat. | Ganador        | Equipo del ganador                        |
| -------- | ------------------------ | ---- | -------------- | ----------------------------------------- |
| 5 al 18  | Vuelta al Táchira        | 2.2  | Manuel Medina  | Gobernación del Zulia                     |
| 6        | Copa América de Ciclismo | 1.2  | Nilceu Santos  | Scott-Marcondes Cesar-Sao Jose dos Campos |
| 22 al 27 | Tour de San Luis         | 2.2  | Martín Garrido | Palmeiras Resort-Tavira                   |

### Febrero 2008
| Fecha    | Carrera                       | Cat. | Ganador           | Equipo del ganador                              |
| -------- | ----------------------------- | ---- | ----------------- | ----------------------------------------------- |
| 5 al 17  | Vuelta Ciclista a Cuba        | 2.2  | Pedro Pablo Pérez | Cuba                                            |
| 13 al 17 | Tour de Belice                | 2.2  | Carlos Oyarzún    | Tecos de la Universidad Autónoma de Guadalajara |
| 17 al 24 | Tour de California            | 2.HC | Levi Leipheimer   | Astana                                          |
| 23 al 2  | Vuelta Independencia Nacional | 2.2  | Carlos José Ochoa | Venezuela                                       |

### Abril 2008
| Fecha    | Carrera                        | Cat. | Ganador             | Equipo del ganador       |
| -------- | ------------------------------ | ---- | ------------------- | ------------------------ |
| 20 al 27 | Vuelta del Estado de San Pablo | 2.2  | Gregory Panizo      | Clube DataRo de Ciclismo |
| 21 al 27 | Tour de Georgia                | 2.HC | Kanstantsín Siutsou | Team High Road           |

### Mayo 2008
| Fecha    | Carrera                                                     | Cat. | Ganador               | Equipo del ganador    |
| -------- | ----------------------------------------------------------- | ---- | --------------------- | --------------------- |
| 3        | Clásico Aniversario de la Federación Venezolana de Ciclismo | 1.2  | José Aguilar          | Fundadeporte Carabobo |
| 4        | Copa Federación Venezolana de Ciclismo                      | 1.2  | Arthur Garcia         | Lotería del Táchira   |
| 4        | U.S. Air Force Cycling Classic                              | 1.2  | Lucas Sebastian Haedo | Colavita-Sutter Home  |
| 9        | Campeonato Panamericano Contrarreloj                        | CC   | Svein Tuft            | Canadá                |
| 10 al 25 | Vuelta a Colombia                                           | 2.2  | Giovanni Báez         | UNE-Orbitel           |
| 11       | Campeonato Panamericano en Ruta                             | CC   | Richard Mascarañas    | Uruguay               |
| 14 al 18 | Doble Sucre Potosí GP Cemento Fancesa                       | 2.2  | Byron Guamá           | Equipo Spoli Ecuador  |
| 25       | Tour de Leelanau                                            | 1.2  | Taylor Tolleson       | BMC Racing Team       |

### Junio 2008
| Fecha    | Carrera                                               | Cat.   | Ganador          | Equipo del ganador       |
| -------- | ----------------------------------------------------- | ------ | ---------------- | ------------------------ |
| 3        | Commerce Bank Lancaster Classic                       | 1.1    | Yuri Mitlushenko | Amore & Vita-McDonald’s  |
| 5        | Commerce Bank Reading Classic                         | 1.1    | Óscar Sevilla    | Rock Racing              |
| 5 al 8   | Coupe des Nations Ville Saguenay                      | 2.Ncup | Thomas Kvist     | Selección de Dinamarca   |
| 8        | Commerce Bank Philadelphia International Championship | 1.HC   | Matti Breschel   | CSC                      |
| 10 al 15 | Tour de Beauce                                        | 2.2    | Svein Tuft       | Symmetrics               |
| 24 al 29 | Tour de Pennsylvania                                  | 2.2    | David Veilleux   | Kelly Benefit Strategies |

### Julio 2008
| Fecha   | Carrera                      | Cat. | Ganador          | Equipo del ganador      |
| ------- | ---------------------------- | ---- | ---------------- | ----------------------- |
| 5 al 13 | Tour de Martinica            | 2.2  | Willy Roseau     | Club Martinique         |
| 9       | Prueba Ciclística 9 de Julio | 1.2  | Michel Fernández |                         |
| 20      | Clásico Ciudad de Caracas    | 1.2  | Gil Cordovés     | Alcaldía de Cabimas BOD |

### Agosto 2008
| Fecha   | Carrera            | Cat. | Ganador           | Equipo del ganador               |
| ------- | ------------------ | ---- | ----------------- | -------------------------------- |
| 1 al 10 | Tour de Guadalupe  | 2.2  | Flober Peña       | Union Cycliste Capesterrienne    |
| 8 al 10 | Rochester Omnium   | 2.2  | Dominique Rollin  | Toyota-United                    |
| 25 al 7 | Vuelta a Venezuela | 2.2  | Carlos José Ochoa | Serramenti Diquigiovanni-Androni |

### Septiembre 2008
| Fecha    | Carrera            | Cat. | Ganador              | Equipo del ganador   |
| -------- | ------------------ | ---- | -------------------- | -------------------- |
| 6        | Univest Grand Prix | 1.2  | Lucas Euser          | Team Garmin-Chipotle |
| 8 al 14  | Tour de Misuri     | 2.1  | Christian Vandevelde | Team Garmin-Chipotle |
| 13 al 20 | Vuelta a México    | 2.2  | Glen Chadwick        | Team Type 1          |

## Clasificaciones

### Individual
| Posición | Ciclista             | Puntos |
| -------- | -------------------- | ------ |
| 1        | Manuel Medina        | 232    |
| 2        | Svein Tuft           | 219    |
| 3        | Christian Vandevelde | 211    |
| 4        | Carlos José Ochoa    | 198    |
| 5        | Pedro Pablo Pérez    | 180    |
| 6        | Henry Raabe          | 162    |
| 7        | Gil Cordoves         | 153    |
| 8        | Artur García         | 146    |
| 9        | Óscar Sevilla        | 131    |
| 10       | Byron Guamá          | 128    |

### Equipos
| Posición | Equipo                                          | Puntos |
| -------- | ----------------------------------------------- | ------ |
| 1        | Garmin-Chipotle presented by H3O                | 677    |
| 2        | Symmetrics                                      | 531,66 |
| 3        | Tecos de la Universidad Autónoma de Guadalajara | 379,75 |
| 4        | Rock Racing                                     | 349    |
| 5        | Canel's Turbo Mayordomo                         | 343    |

| 6  | Serramenti Diquigiovanni-Androni          | 293   |
| 7  | Colombia es Pasión-Coldeportes            | 263   |
| 8  | Kelly Benefit Strategies                  | 230   |
| 9  | Toyota-United                             | 229,5 |
| 10 | Scott-Marcondes César-São José dos Campos | 206   |

### Países
| Posición | País           | Puntos  |
| -------- | -------------- | ------- |
| 1        | Estados Unidos | 1299,36 |
| 2        | Venezuela      | 1113    |
| 3        | Argentina      | 948,6   |
| 4        | Colombia       | 883,4   |
| 5        | Canadá         | 963,16  |

| 6  | Cuba       | 667 |
| 7  | México     | 594 |
| 8  | Costa Rica | 379 |
| 9  | Brasil     | 298 |
| 10 | Ecuador    | 294 |

### Países sub-23
| Posición | País           | Puntos |
| -------- | -------------- | ------ |
| 1        | Colombia       | 303    |
| 2        | Estados Unidos | 234,86 |
| 3        | Canadá         | 116,32 |
| 4        | Venezuela      | 107    |
| 5        | Cuba           | 88     |

| 6  | Costa Rica | 85   |
| 7  | Brasil     | 69   |
| 8  | Argentina  | 62   |
| 9  | México     | 24,5 |
| 10 | Ecuador    | 18   |